# 月台高度

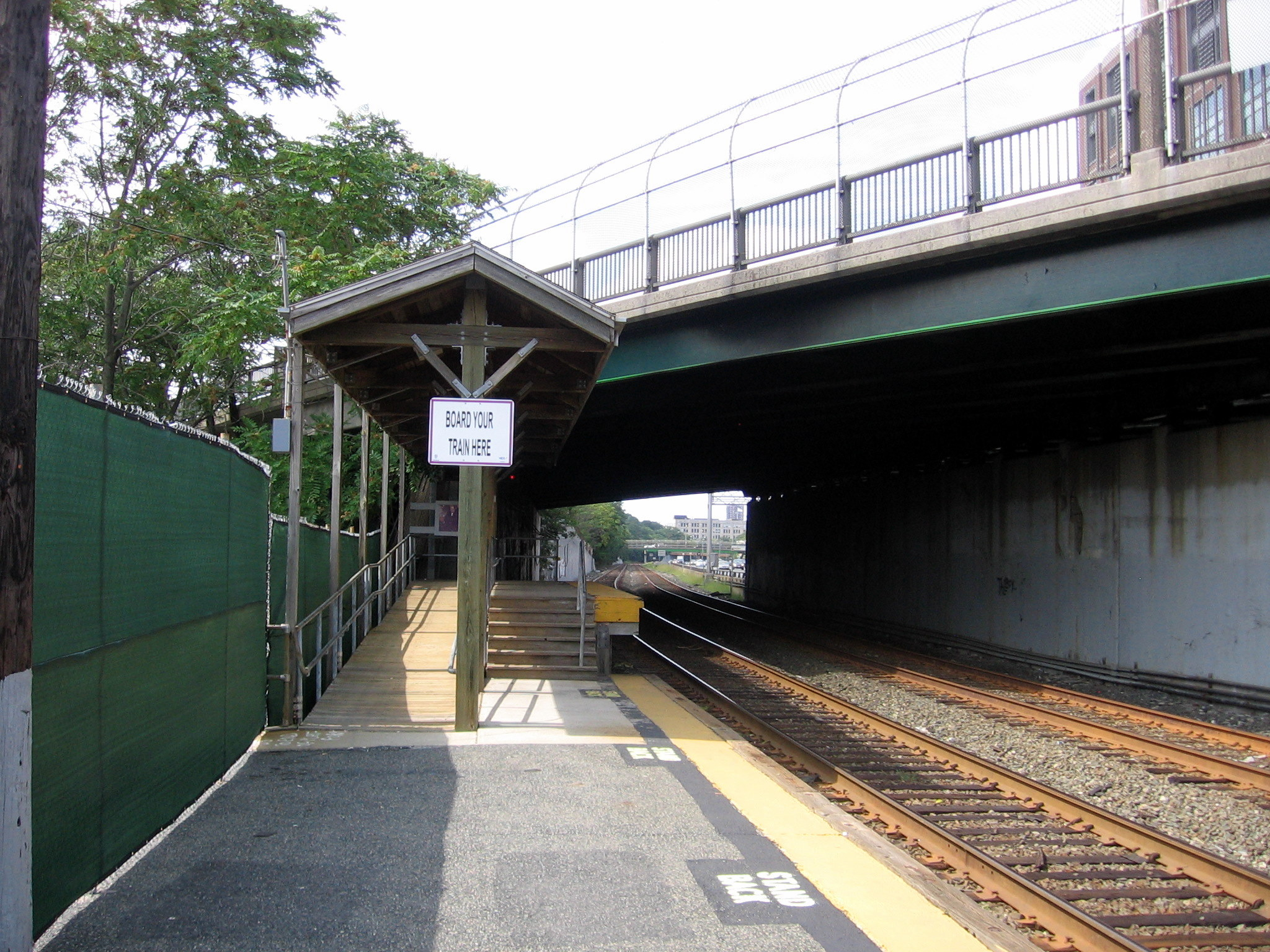
一個位於麻薩諸塞州波士頓的典型通勤鐵路車站，設有兩個月台高度：多數車廂為低月台，以及一小段高月台方便輪椅乘客上下車

鐵路月台高度是指鐵路車站的月台離地面的高度。更为精确的说法是站台高度指站台距离轨道顶部的高度，对应的英文全称因而是“Above top of rail”，对应的英文缩写因而是“ATR”。與之相關的是列車地板高度，指鐵路列車的乘客地板離地面的高度。
在全世界的範圍內，經常可以見到月台高度與列車地板高度不一致的情況出現。一般而言，這種情況會直接抬高月台高度或更換新列車解決，不過亦需小心鐵路限界，避免造成侵線或月台空隙過大的問題。
月台和列車高度不一（以及月台空隙）有可能成為乘客安全的隱患。同時高度不一也阻礙了輪椅或行動不便的乘客正常上下車，增加車站的停車時間以放置斜板協助上下車。每當出現高度不一致時，需使用月台斜板或月台伸縮踏板，以及加上比如小心空隙等警告字句以減少安全風險。月台高度將影響列車限界（列車最大寬度），並必須符合鐵路限界及淨空要求。客貨兩用鐵路線的月台不能阻礙任何一者列車的通過。
為了節省成本，許多鐵路系統的月台都是低月台，因此需要在列車上安裝登車梯級以便乘客上下車。19世紀引入鐵路之時，幾乎所有鐵路車站都以低月台設計，尤其鄉村地區，英國除外。隨著時代進步，對無障礙要求增加，高月台的需求開始出現，並在高鐵站、通勤鐵路車站及地鐵站等幾乎成為標準配置。另外，高月台將增加更改軌距的難度。

## 各地情况

### 中國大陆鐵路
在中国大陆，国铁系统中对站台高度分为低站台、一般站台和高站台，分别为高出相邻线路轨面300mm、500mm和1250mm。其中，深圳、广州、昆明等特等站和一等站的站台高度均为高站台（1250mm）、其他系统站台高度分为低站台（300mm）和一般站台（500mm）。而在中国大陆的高铁系统中，高铁站台则一律为高站台（1250mm）。

### 台灣
國營台灣鐵路公司月台原為760mm，於2011年將所有幹線車站之月台由增高至960mm（列車車廂內台階減少為一階），之後又陸續提高至1150mm（即月台高度與列車車廂地板高度一致）。

### 日本
日本JR線（原日本國鐵線）、在來線月台高度分別為760mm（客車用/有階）、920mm（客車與電車用）及1100mm（電車用/無階）。至於新幹線月台高度則為1250mm。

### 丹麦
丹麦的长途旅客列车站台高度通常为550mm，哥本哈根市郊铁路站台高度通常为920mm，货运列车站台高度通常为1230mm。

### 其他國家
採用「英國標準」之地區（包括英國、香港、日本的在来线），月台高度分為客車月台（760mm）、電車柴油列車共用月台（920mm）和電車專用月台（1100mm）。
朝鲜民主主义人民共和国直流电气化铁路的站台高度均为高站台（1250mm）。
德国铁路的站台高度分为低站台（300mm）、一般站台（500mm）和中站台（760mm）。
荷兰铁路的站台高度分为中站台（760mm）和高站台（1250mm）。
西班牙铁路站台高度分为低站台（300mm）、一般站台（500mm）、中站台（760mm）和高站台（1250mm）。
前苏联地区和芬兰铁路的站台高度分为超低站台（200mm）、一般站台（500mm）和高站台（1100mm），在非电气化或交流电气化铁路路段站台高度分为超低站台和一般站台。